# Роллінгстон (Міннесота)
Роллінгстон (англ. Rollingstone) — місто (англ. city) в США, в окрузі Вінона штату Міннесота. Населення — 678 осіб (2020).

## Географія
Роллінгстон розташований за координатами 44°5′58″ пн. ш. 91°49′8″ зх. д. / 44.09944° пн. ш. 91.81889° зх. д. (44.099509, -91.818869).  За даними Бюро перепису населення США в 2010 році місто мало площу 1,25 км², уся площа — суходіл. В 2017 році площа становила 1,15 км², уся площа — суходіл.

## Демографія
Згідно з переписом 2010 року, у місті мешкали 664 особи в 254 домогосподарствах у складі 192 родин. Густота населення становила 532 особи/км².  Було 267 помешкань (214/км²).
Расовий склад населення:
| - 98,6 % — білих - 0,9 % — азіатів - 0,3 % — корінних американців |

До двох чи більше рас належало 0,2 %. Частка іспаномовних становила 0,8 % від усіх жителів.
За віковим діапазоном населення розподілялося таким чином: 25,3 % — особи молодші 18 років, 61,6 % — особи у віці 18—64 років, 13,1 % — особи у віці 65 років та старші. Медіана віку мешканця становила 41,2 року. На 100 осіб жіночої статі у місті припадало 112,1 чоловіків;  на 100 жінок у віці від 18 років та старших — 98,4 чоловіків також старших 18 років.
Середній дохід на одне домашнє господарство  становив 68 185 доларів США (медіана — 62 917), а середній дохід на одну сім'ю — 76 399 доларів (медіана — 72 500). Медіана доходів становила 45 000 доларів для чоловіків та 35 347 доларів для жінок. За межею бідності перебувало 4,7 % осіб, у тому числі 8,0 % дітей у віці до 18 років та 0,0 % осіб у віці 65 років та старших.
Цивільне працевлаштоване населення становило 356 осіб. Основні галузі зайнятості: виробництво — 25,6 %, освіта, охорона здоров'я та соціальна допомога — 18,3 %, роздрібна торгівля — 15,4 %.